# Taller de Zarandas
El Taller de Zarandas es una instalación ferroviaria situada dentro del municipio español de Minas de Riotinto, en la provincia de Huelva, comunidad autónoma de Andalucía. El edificio fue levantado por la Rio Tinto Company Limited (RTC) para dar servicio al material motor del ferrocarril de Riotinto. En la actualidad la instalación ejerce funciones de cochera-depósito de locomotoras y taller para material ferroviario. La cochera-taller de Zarandas forma parte de la estación de Zarandas-Naya.

## Historia
El edificio data de 1914, cuyo proyecto se redactó en Londres por ingenieros británicos bajo la firma de John Targett. A lo largo de su historia la instalación ha sufrido numerosas modificaciones, determinadas por la mayor o menor carga de trabajo del departamento de transportes en esa zona. En 1916 se produjo la primera ampliación, debido al mayor tráfico de vagones provenientes del túnel n.º 16. En la década de 1960 se volvió a modificar la estructura, cuando se adaptó parte de la instalación a la planta trituradora de Zarandas y al transporte de mineral sin triturar proveniente de los distintos tajos. 
La caída de los precios del cobre y el cierre del túnel n.º 16 en 1981 conllevó una importante disminución en las maniobras ferroviarias, y por tanto del parque móvil adscrito. Ello llevaría a la clausura del ferrocarril en 1984. A partir de 1987 pasó a formar parte de los activos de Fundación Río Tinto, institución que desde ese momento ha venido manteniendo el edificio y rehabilitando los elementos auxiliares ferroviarios.

## Características
Fue levantado para prestar servicio al ferrocarril de Riotinto. El Taller de Zarandas está compuesto por una nave rectangular con cubierta metálica a dos aguas y mampostería de ladrillos. Posee una gran puerta de entrada de material rodante sobre cuatro vías para la reparación de las locomotoras, además de dos fosos de trabajo. Originalmente fue concebido como un edificio destinado a cocheras de locomotoras, tratado como simple cobertizo con puertas grandes en sus extremos y con varias vías de entrada y salida. Más adelante las instalaciones fueron reformadas y ampliadas. El edificio resultante poseía estructuras metálicas con perfil laminado, acartelados en sus bases con soportes y vigas metálicas en celosía. La cubierta era un conjunto de veintiocho pabellones en dientes de sierra, transversales a la dirección de las naves, con chimeneas piramidales para la salida de humos. Albergaba hasta siete vías paralelas bajo un solo edificio de cuatro naves anexas. La instalación actual procede de las reformas efectuadas sobre las cocheras por la Fundación Río Tinto a comienzos de la década de 1990, estando reducida a un depósito-taller de locomotoras con cuatro vías de salida. 